# BAE Sea Harrier
O Sea Harrier da BAE Systems é um caça de defesa e intervenção de base móvel (geralmente marítima). Foi o primeiro avião a jato do mundo a decolar e a aterrar verticalmente e foi criado para a Marinha Britânica a partir do Hawker-Siddeley Harrier. Integrou na RAF em Abril de 1980 como Sea Harrier FRS1. A última versão foi o Sea Harrier FA2. Conhecido informalmente como "Shar", o Sea Harrier foi retirado do serviço na RAF em março de 2006, sendo substituído pelo Harrier GR9.

## Desenvolvimento
Em 1966, a Marinha Britânica cancelou o projecto para a classe de porta-aviões CVA-01, o que sugeria o fim do seu envolvimento na aviação de porta-aviões com aeronaves de asa fixa. Contudo, no início da década de 1970, assistiu-se ao planeamento de "cruzadores de cobertura exposta", designação cuidadosamente usada para evitar o termo porta-aviões, na tentativa de aumentar a probabilidade de financiamento. Estes navios tornaram-se eventualmente na classe Invincible. Com pequenas modificações, foi adicionada ao convés de 170m uma rampa de lançamento que possibilitava a estas embarcações operar um pequeno número de jactos V/STOL.

### Sea Harrier FRS1

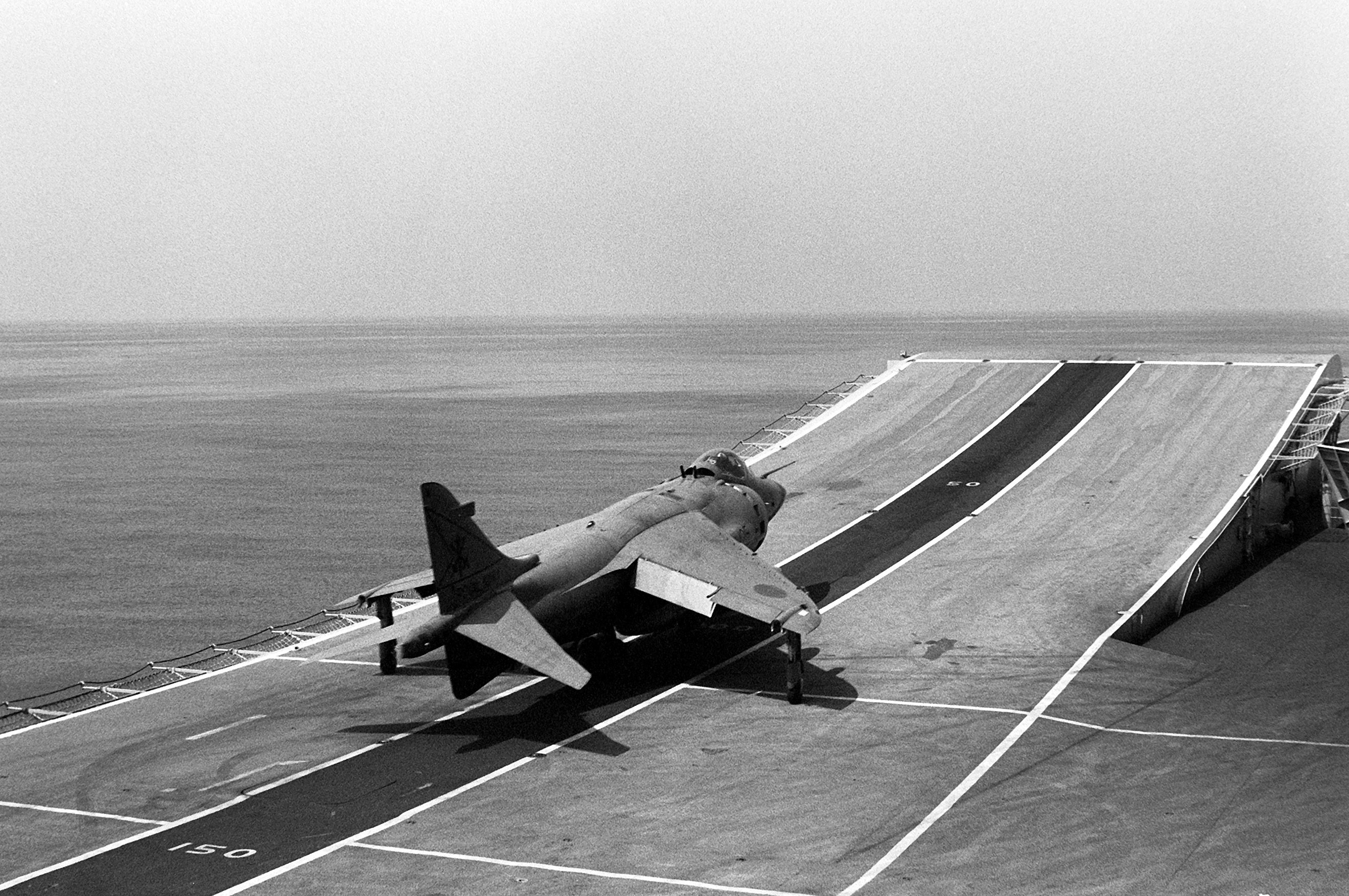
Um Sea Harrier FRS 1 no porta-aviões HMS Invincible.

Os Hawker Siddeley Harrier GR1s da Real Força Aérea tinham entrado ao serviço a 1969. Em 1975 a RAF encomendou 34 Sea Harrier FRS.1s (mais tarde FRS1), tendo os primeiros entrado ao serviço em 1978. No total, foram incorporados 57 FRS1 entre 1978 e 1988.

### Harrier T4N
O Harrier T4N não deve ser visto como uma variação estrita do Sea Harrier, mas sim uma versão de dois lugares do Harrier T2, para treino. Foram adquiridos pela Marinha Real 4 Harrier T4N para treino baseado em terra. Não incorporava radar e dispunha de poucos instrumentos do Sea Harrier, tendo sido usado para a conversão de pilotos para o Sea Harrier FRS1.

### Sea Harrier FRS51

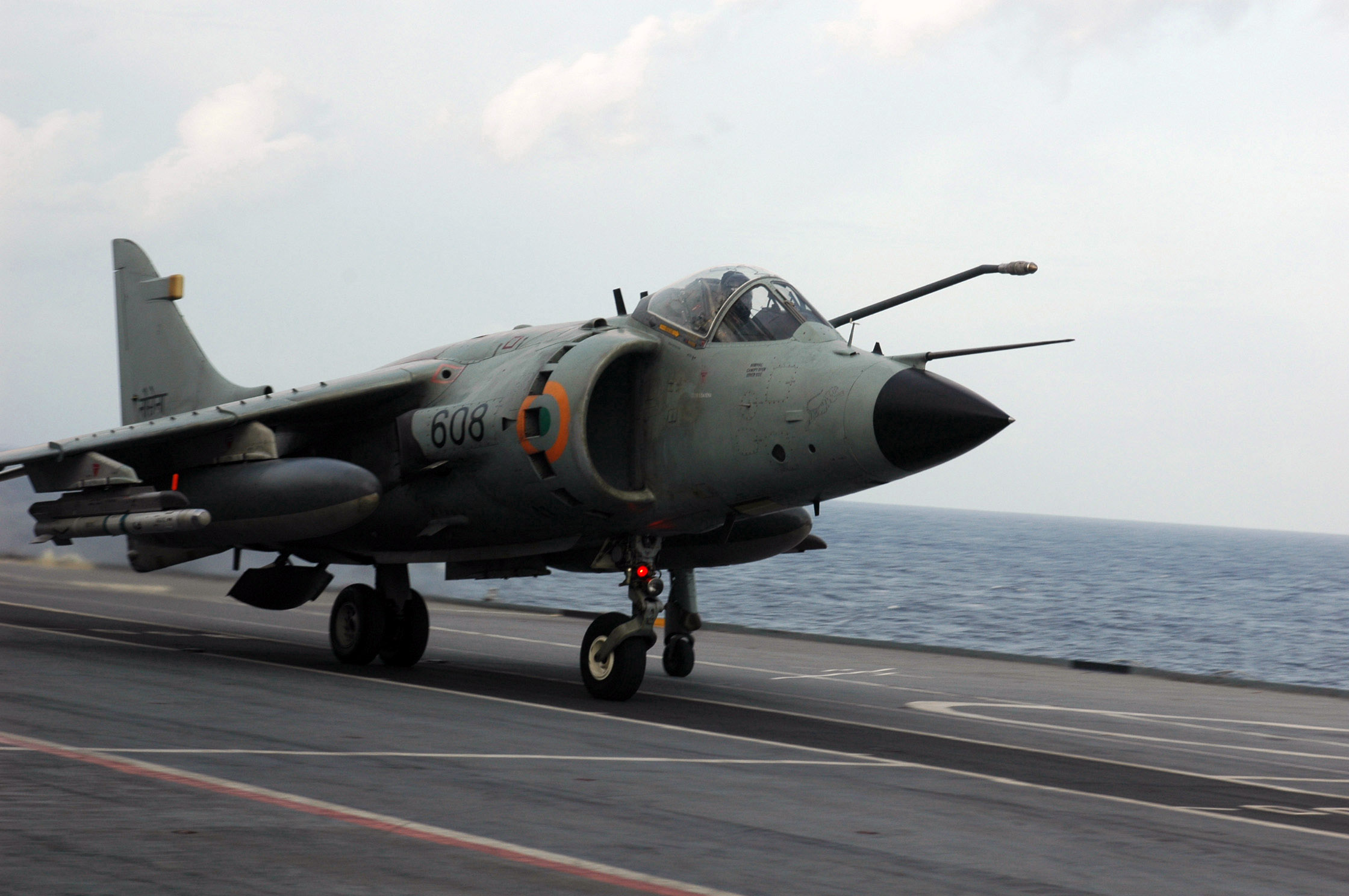
Sea Harrier FRS51. da Marinha Indiana decolando do INS Viraat.

Avião de caça monolugar, de reconhecimento e ataque. O Sea Harrier FRS51 é similar ao FRS1. Ao contrário ao Sea Harrier britânico, é equipado com mísseis ar-ar Matra R550 Magic. As primeiras vinte e três unidades foram entregues às Marinha Indiana em 1983.

### Harrier T60
Versão do bilugar T4N para exportação para a Marinha Indiana. Foram comprados por esta pelo menos 4 unidades, para treino baseado em terra.

### Sea Harrier FA2

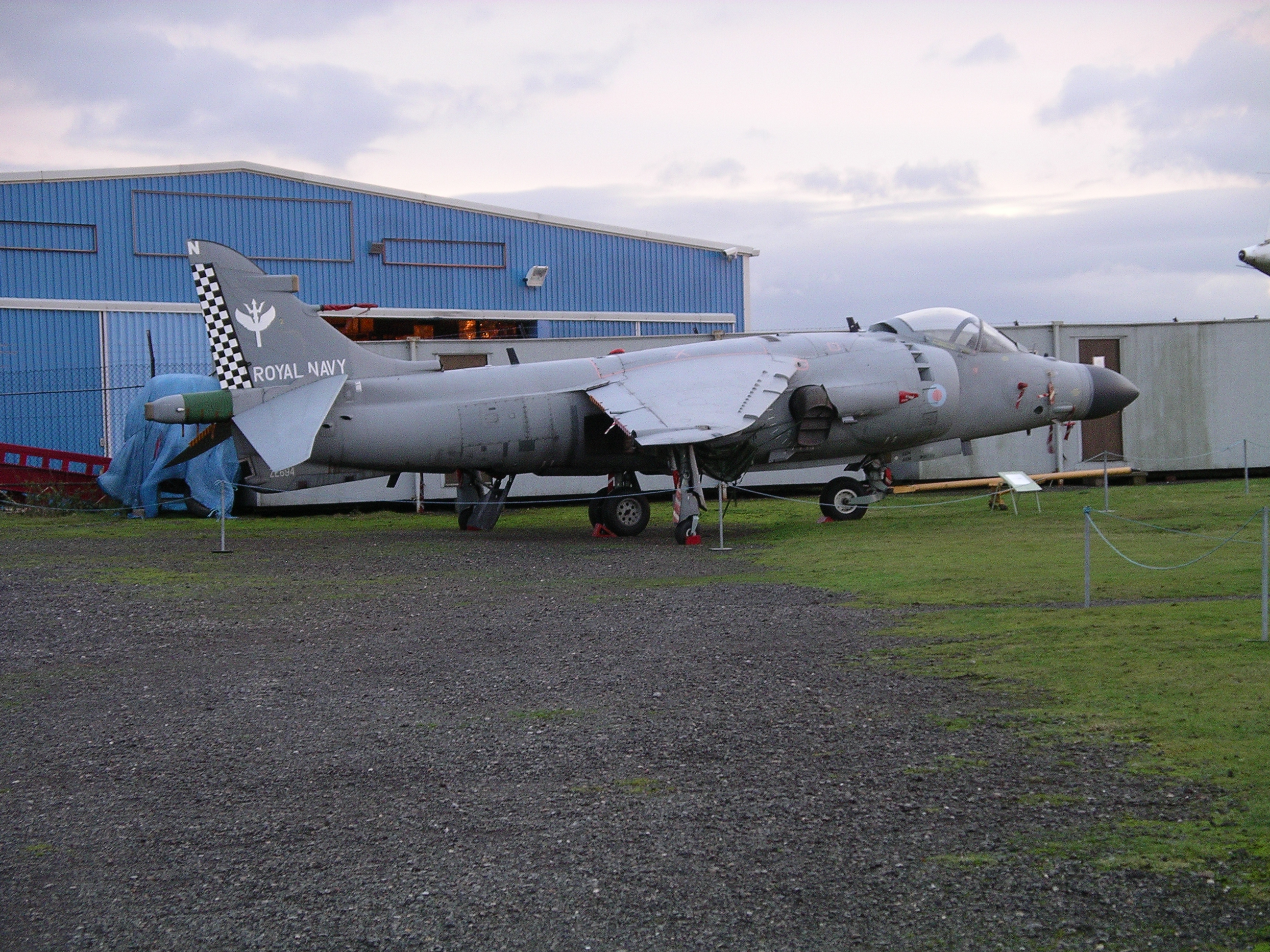
Sea Harrier FA2 ZE694 no Midland Air Museum.

As lições obtidas na Guerra das Malvinas levaram a uma actualização da frota, aumentando o potencial bélico ar-ar, alcance e ecrãs do cockpit. A aprovação para a actualização para o padrão FRS.2 surgiu em 1984. O primeiro voo de protótipo decorreu em Setembro de 1988, e o contrato foi assinado em Dezembro para a actualização de 29 aeronaves, sendo estas posteriormente designadas F/A.2 e, mais tarde, FA2 apenas. Em 1990 a Marinha Britânica encomendou 18 novos FA2s, de custo unitário de ca. de 12 milhões de libras e, em 1994, foi encomendada a actualização de mais 5 unidades. O Sea Harrier FA2 dispunha do radar Blue Vixen, então descrito como um dos mais avançados sistemas de radar de impulso doppler em todo o mundo. O Blue Vixen formou a base do desenvolvimento do radar CAPTOR incluído nos Eurofighter Typhoon. O Sea Harrier FA2 transporta mísseis AIM-120 AMRAAM e foi o primeiro avião do Reino Unido a ser dotado desta capacidade. A primeira unidade foi entregue a 2 de Abril de 1993 e a primeira missão decorreu em Abril do ano seguinte ao serviço da força da ONU enviada para a Bósnia.
O último Sea Harrier FA2 foi entregue a 18 de Janeiro de 1999.

### Harrier T8
Foram sete as unidades bilugares T4 de treino que sofreram a actualização para os instrumentos do FA2, sem radar. Foram retirados do serviço em Março de 2006.

## Especificações (Sea Harrier FA2)
Dados de: Wilson, Bull, Donald, Spick.
Descrições gerais
- Tripulação: 1
- Comprimento: 14,2 m (47 ft)
- Envergadura: 7,6 m (25 ft)
- Altura: 3,71 m (12 ft)
- Área alar: 18,68 m² (201 ft²)
- Peso vazio: 6 374 kg (14 100 lb)
- Peso de decolagem: 11 900 kg (26 200 lb)

Motorização
- Número de motores: 1x
- Tipo do motor: Turbofan de empuxo vetorial
- Fabricante/modelo: Rolls-Royce Pegasus
- Empuxo por motor: 9 750 kgf (21 500 lbf) (95.64 kN)

Performance
- Velocidade máxima: 1 182 km/h (734 mph)
- Velocidade total em Mach: 0.966 Ma
- Velocidade total em Nó: 638 kn (1 180 km/h)
- Alcance: 3 600 km (2 240 mi)
- Alcance bélico: 1 000 km (621 mi)
- Razão de subida: 250 m/s
- Tecto de serviço: 16 000 m (52 500 ft)

Armamentos
- Metralhadoras/canhões: 2x canhões ADEN 30 mm 30 mm (1,2 in)
- Número de pilones: 4x
- Capacidade dos pilones (kg): 3 630 kg (8 000 lb)
- Bombas dos pilones: Várias bombas de queda livre de 3 kg (6,61 lb) e 14 kg (30,9 lb) ou
Bomba nuclear WE.177 usada até 1992 pela Marinha Real Britânica
- Foguetes dos pilones: 4x pods de foguetes Matra com 18x SNEB de 68 mm (2,7 in) cada
- Mísseis dos pilones: 

  - Ar-ar
    - AIM-9 Sidewinder
    - AIM-120 AMRAAM
    - R.550 Magic

  - Ar-superfície
    - ALARM (Air Launched Anti-Radiation Missile)
    - Martel

  - Anti-navio
    - Sea Eagle
- Outras cargas dos pilones: Pods de reconhecimento
2x dois tanques auxiliares de combustível descartáveis

Equipamentos de orientação
- Aviônicos: Ferranti Blue Vixen
BAE Systems AD2770
MADGE Microwave Airborne Digital Guidance Equipment
AN/APX-100 mk12 IFF